# Vadim Zviagintsev
Vadim Zviagintsev (18 de agosto de 1976) é um jogador de xadrez da Rússia com participações nas Olimpíadas de xadrez. Zviagintsev participou das edições entre Moscou(1994), Elista (1998) e Càlvia (2004),  ajudando a equipe russa a conquistar bronze, ouro e prata, respectivamente. Seu melhor resultado individual foi o oitavo lugar em 2004, jogando no segundo tabuleiro reserva.